# Станислау Конрад
Станислау Конрад (23. октобар 1913 — 2. фебруар 2000) je био румунски фудбалски голман који је учествовао на Светском првенству у фудбалу 1934.